# Tyrnävä kyrka
Tyrnävä kyrka (finska: Tyrnävän kirkko) är en kyrkobyggnad i den finländska kommunen Tyrnävä i landskapet Norra Österbotten. Den färdigställdes 1873 och invigdes 2 oktober 1881. Kyrkan är av trä och byggd i nygotisk stil efter ritningar av Frans Wilhelm Lüchow. Den består av ett långhus med korta korsarmar på långsidorna och har ett fyrsidigt klocktorn i västra änden. Bakom koret finns en lägre sakristia. Kyrkan rymmer cirka 650 personer.
Tyrnävä blev kapellförsamling under Limingo 1655 och självständig församling 1905. Den nuvarande kyrkan är den tredje kyrkobyggnaden på församlingens område och ersatte en kyrka som förstördes i en brand 1865. Efter kommunsammanslagningen 2001 hör även kyrkan i Temmes till Tyrnävä församling.
Kyrkans altartavla är från 1907 och målades av Toivo Johannes Tuhkanen. Den föreställer jungfru Maria och Jesusbarnet utanför stallet.